# Trichogramma evanescens
Trichogramma evanescens es una avispila que parasíta huevos de lepidópteros entre los que destaca los de Cydia pomonella, Helicoverpa armigera, Heliothis sp., Ostrinia nubilalis y otros. Insectos estos que pueden llegar a ser plaga en determinados cultivos y por ello se usa esta especie en su control biológico.
Hay empresas que comercializan este insecto en estado de pupa para depositarlos en los campos de cultivo, de esas pupas salen los adultos a los pocos días pudiéndose detectar huevos parasitados solo una semana después de la introducción de las pupas.